# Tom Lambert
Thomas Lambert (Australia, 20 de noviembre de 2000), más conocido como Tom Lambert, es un jugador profesional australiano de rugby que se desempeña en la posición de pilar izquierdo en New South Wales Waratahs, equipo perteneciente a la liga Súper Rugby.

## Carrera
En 2019, Lambert se unió al equipo Sydney University Football Club (2019-2020), después pasó a Glasgow Warriors (2020-2022), luego a New South Wales Waratahs, donde lleva jugando una temporada.